# Gościsława
Gościsława – staropolskie imię żeńskie. Składa się z członu Gości- ("gościć", "gość") i -sława ("sława"). Mogło zatem oznaczać "ta, u której gości sława" lub in. Jego formę pochodną mogło stanowić m.in. imię Gosława. W źródłach polskich poświadczone od XIII wieku (1265 rok).
Męski odpowiednik: Gościsław
Gościsława imieniny obchodzi 15 października.